# ستاد فرماندهی عملیات‌های ویژه نیروی هوایی
ستاد فرماندهی عملیات‌های ویژه نیروی هوایی (انگلیسی: Air Force Special Operations Command (AFSOC)) که در فرودگاه صحرایی هرلبرت فلوریدا واقع شده، مسئول عملیات‌های ویژه نیروی هوایی ایالات متحده آمریکا است. این ستاد همچنین جزئی از ستاد فرماندهی عملیات ویژه ایالات متحده آمریکا که در پایگاه نیروی هوایی مک‌دیل فلوریدا واقع شده نیز می‌باشد.

## نگارخانه

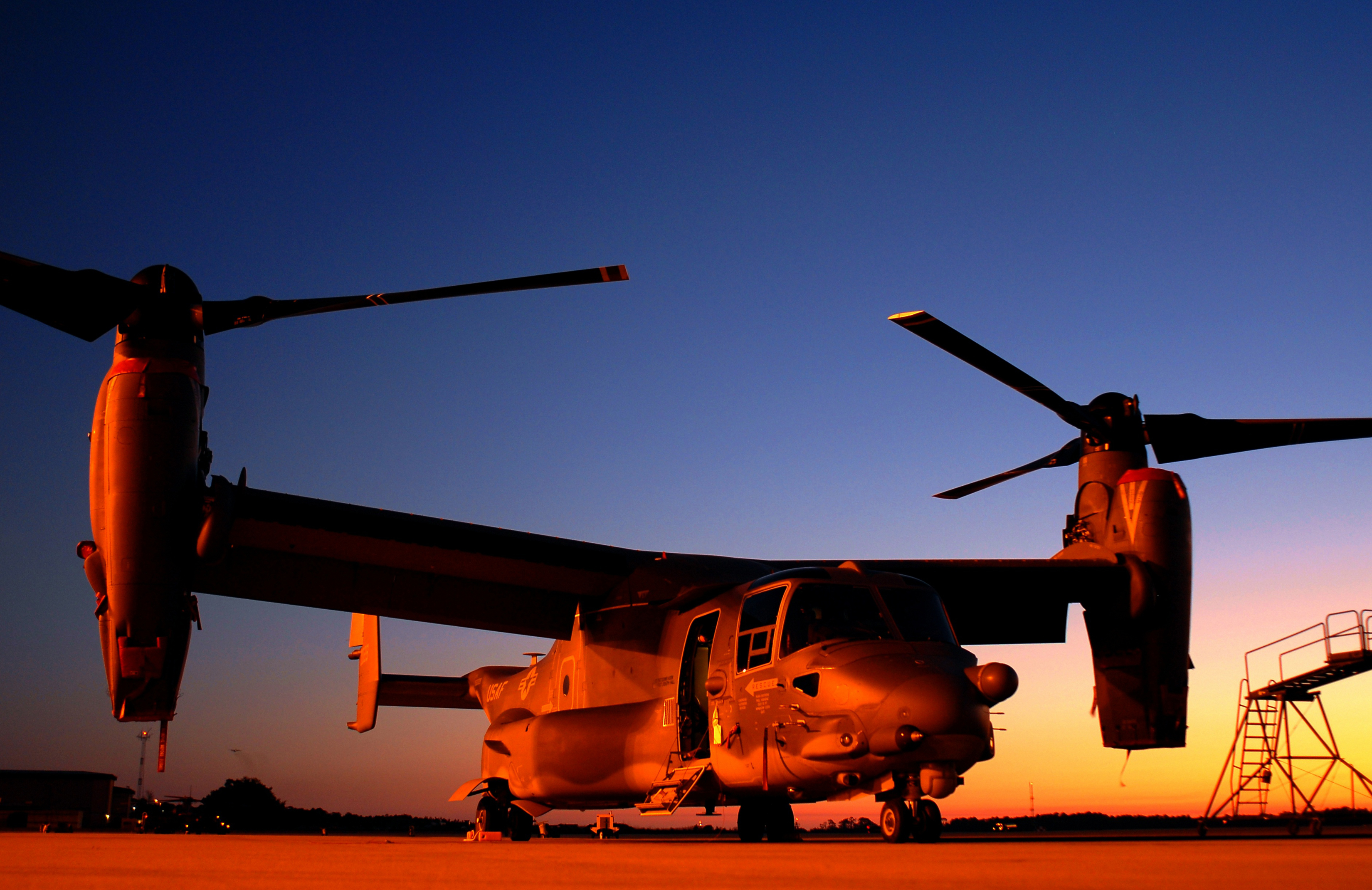
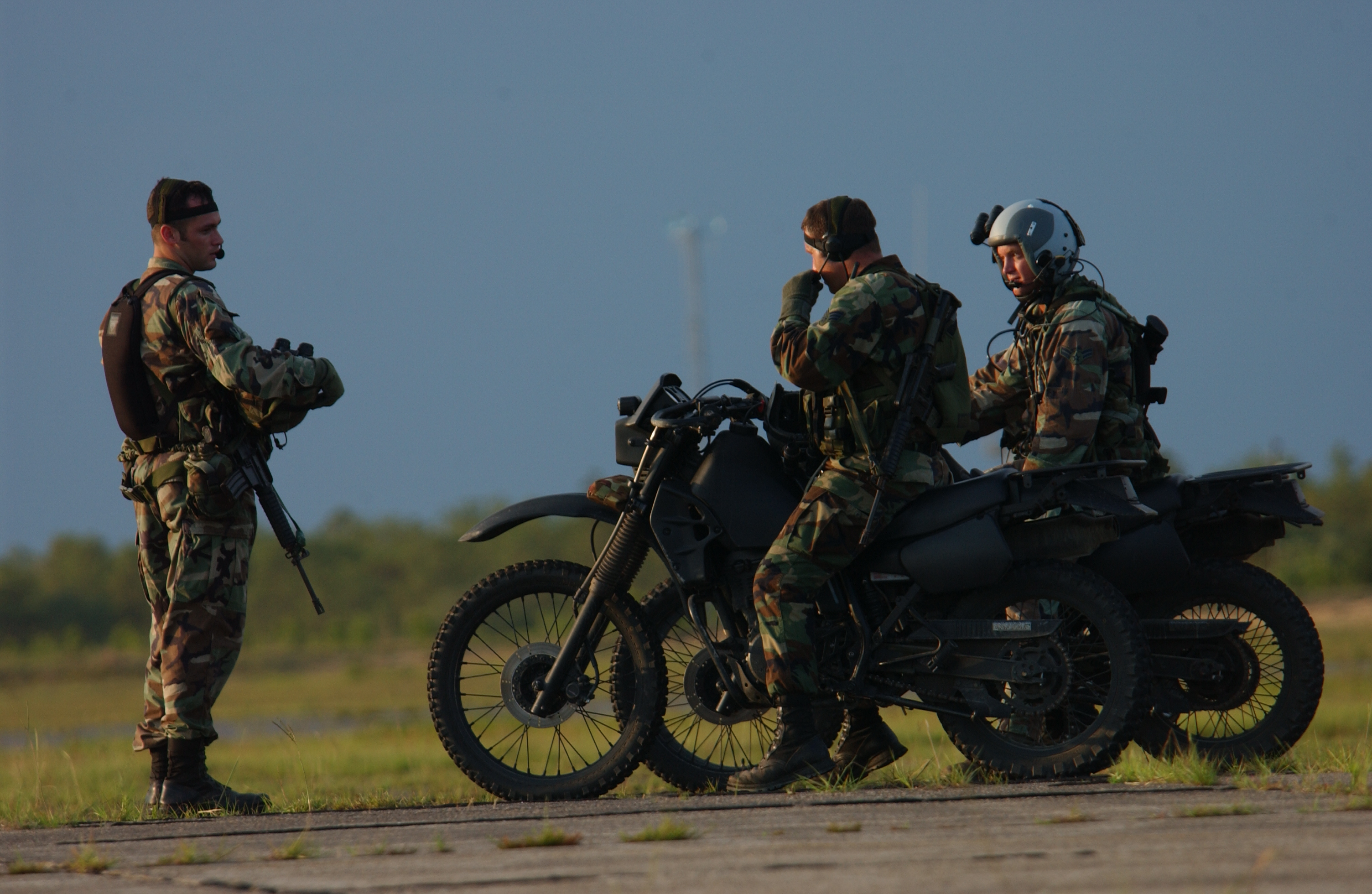
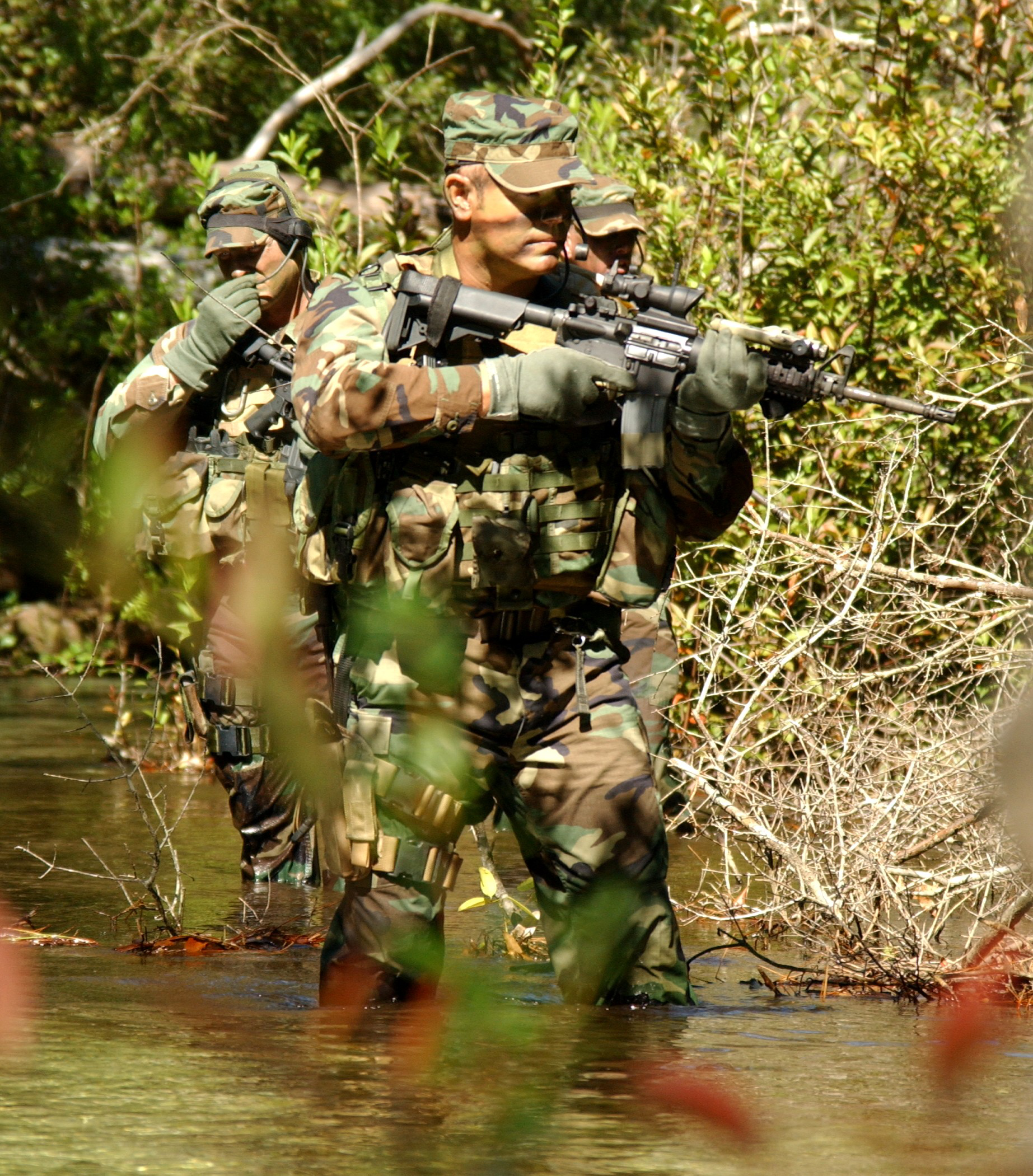
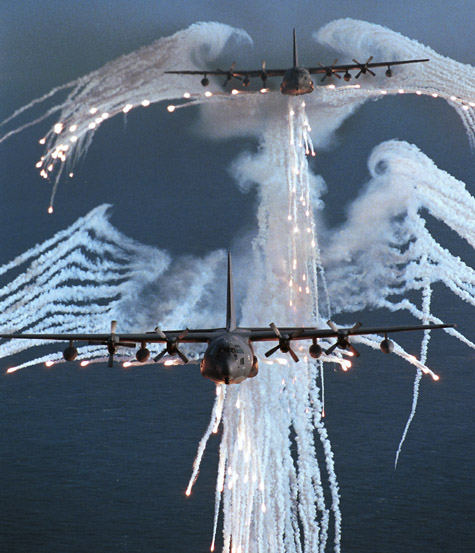